# Crossen an der Elster
Crossen an der Elster est une commune allemande de l'arrondissement de Saale-Holzland, Land de Thuringe.

## Géographie
Crossen se situe à l'embouchure de la Rauda dans l'Elster Blanche.
|           | Wetterzeube           |             |
| Heideland | Crossen an der Elster | Wetterzeube |
| Rauda     | Silbitz               |             |

La commune de Crossen comprend les quartiers d'Ahlendorf, Tauchlitz et Nickelsdorf.
Crossen se trouve sur la ligne de Leipzig à Probstzella.

## Histoire
Crossen est mentionné pour la première fois en 995, Ahlendorf en 1378, Tauchlitz en 1271 et Nickelsdorf en 1109.
Le château-fort de Crossen se tient sur la rive gauche de l'Elster Blanche au nord de l'embouchure de la Rauda. La principauté épiscopale de Naumbourg-Zeitz le fait construire pour protéger la vallée. Crossen est mentionné pour la première fois. Il est aujourd'hui remplacé par le château bâti par les seigneurs de Wolframsdorf.